# Comperiella bifasciata
Comperiella bifasciata är en stekelart som beskrevs av Howard 1906. Comperiella bifasciata ingår i släktet Comperiella och familjen sköldlussteklar. Inga underarter finns listade i Catalogue of Life.

## Bildgalleri

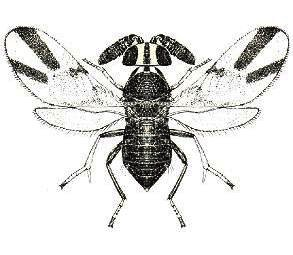